# Edward Francis Cunningham

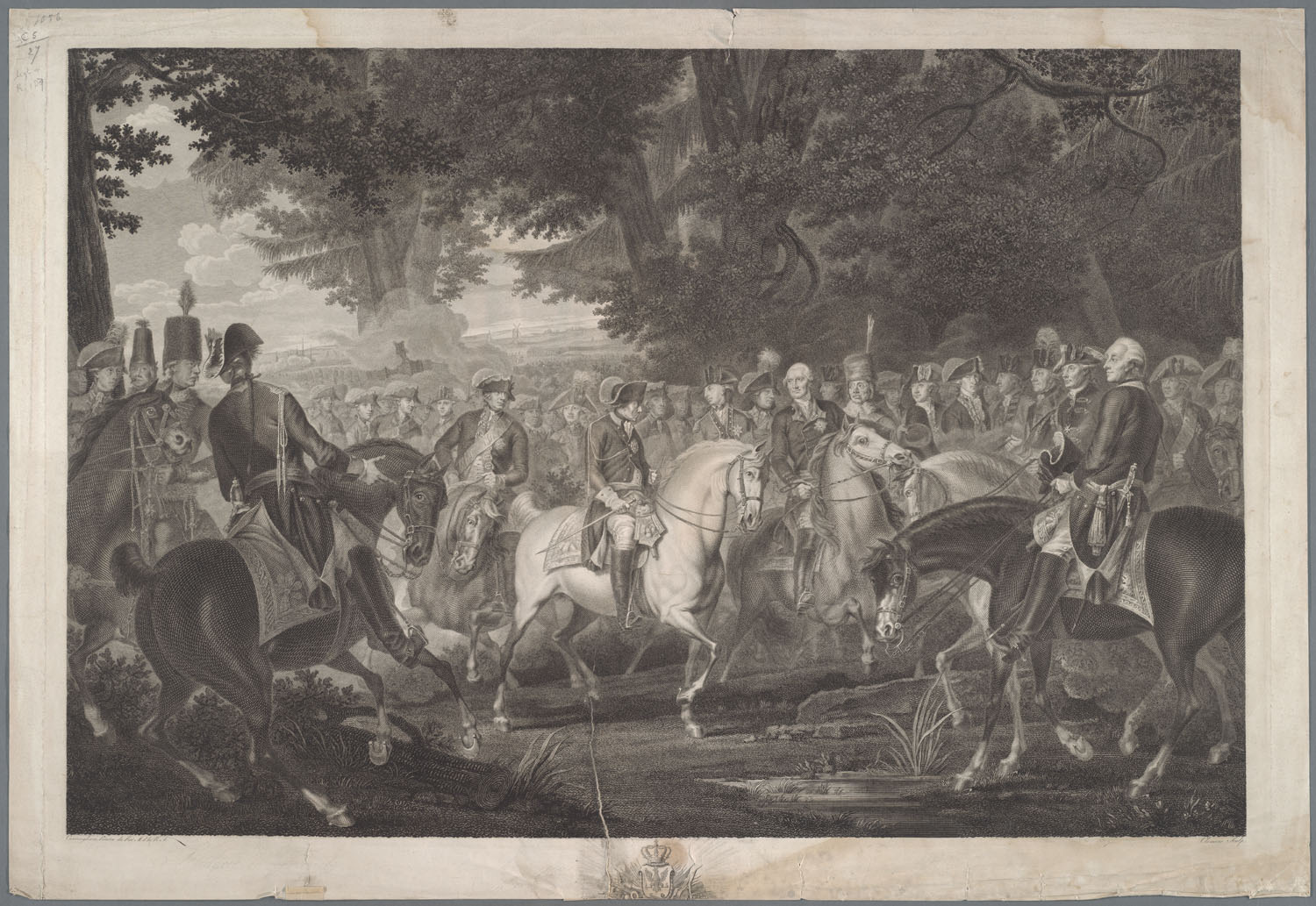
Ein Hauptwerk Cunninghams: Die Rückkehr Friedrichs II. von einer Revue als Kupferstich von Johann Friderich Clemens (1792)

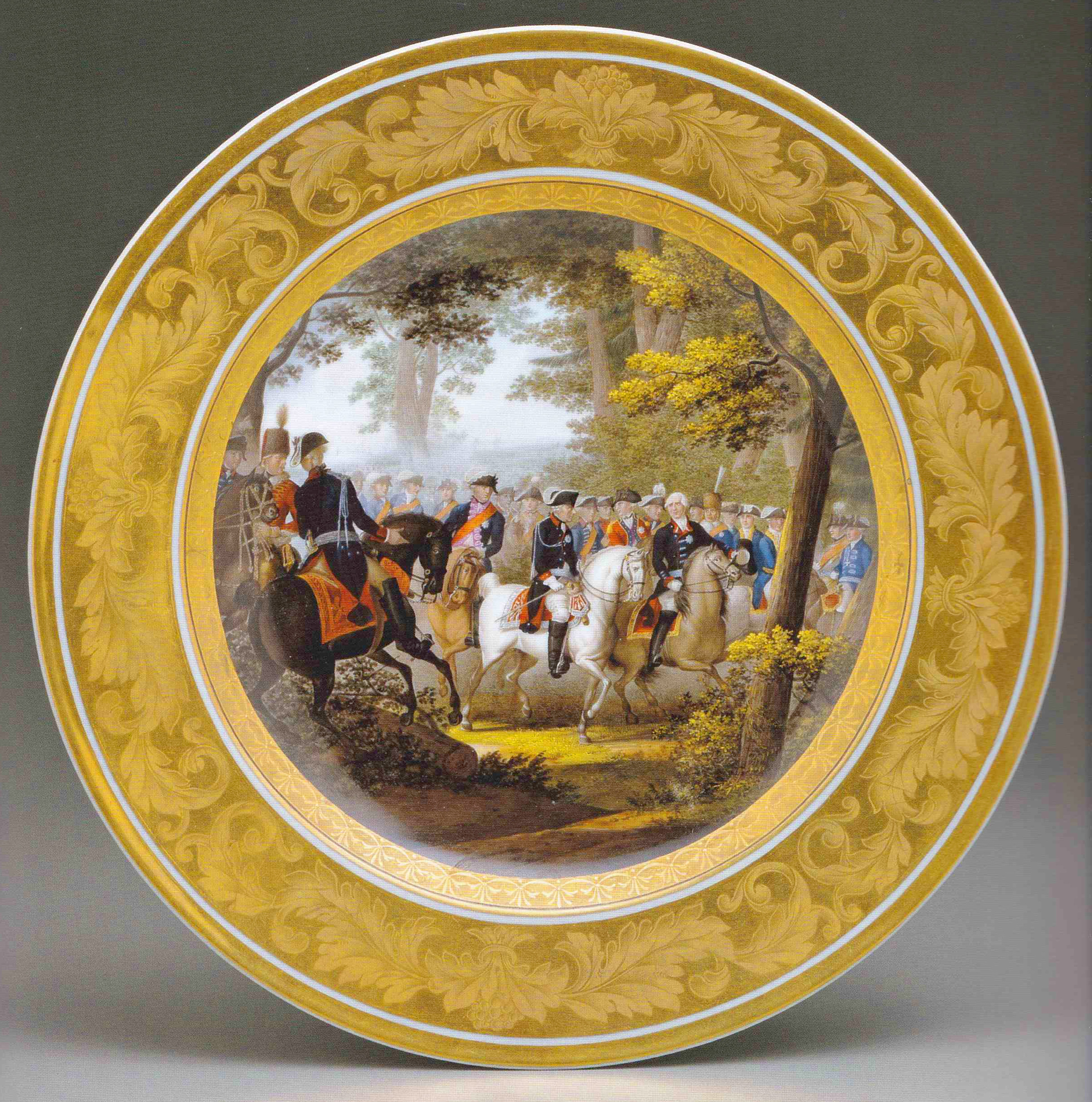
Die Rückkehr Friedrichs II. von einer Revue verwendete die Königliche Porzellan-Manufaktur Berlin (KPM) als Motiv der Porzellanmalerei

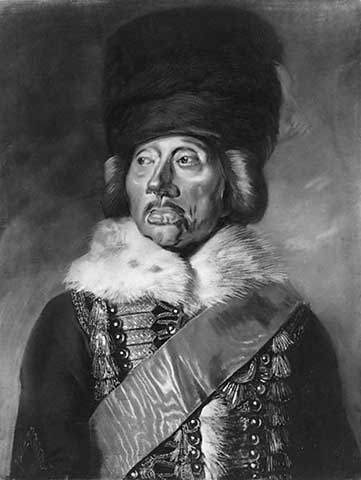
Cunninghams Gemälde des populären Reitergenerals Hans Joachim von Zieten als Vorlage für das weit verbreitete Mezzotinto von Charles Townley war ein nachempfundener Ausschnitt eines Porträts von Anna Dorothea Therbusch

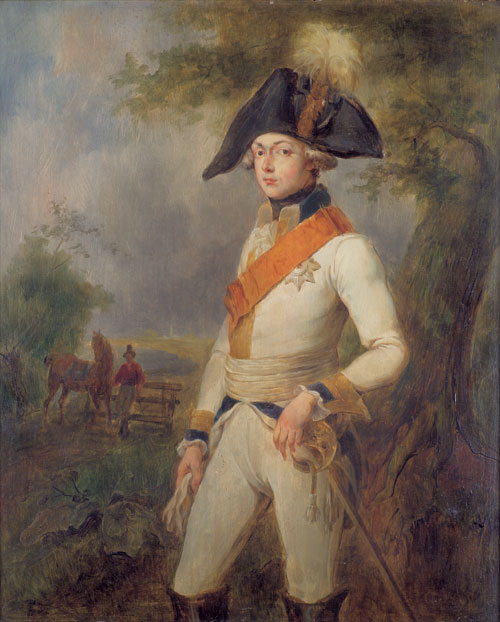
Prinz Friedrich Ludwig Karl von Preußen, Öl auf Holz, um 1786

Edward Francis Cunningham (* 1741 oder 1742 in Kelso; † 1795 in Berlin), auch Francesco Calza oder Calze, war ein Porträt- und Historienmaler aus Schottland im Übergang vom Rokoko zum Klassizismus.

## Leben

### Frühe Jahre
Edward Francis Cunningham entstammte einer angesehenen, begüterten jakobitischen Familie. Sein Vater, der in den Jakobitenaufstand Charles Edward Stuarts verwickelt war, flüchtete 1746 mit seiner Familie von Schottland nach Italien, wo Cunningham vermutlich in Bologna unter dem an seinen Herkunftsort angelehnten Namen Calze oder Calzo erzogen wurde. Er studierte zunächst an der Kunstakademie in Parma, dann im Jahr 1757 in Rom bei Anton Raphael Mengs, dort eingeführt von Stuarts Sekretär Andrew Lumisden als einer von sechs schottischen Schülern, und bei Pompeo Giralomo Batoni. Anschließend erschien er in Neapel als Mitarbeiter Francesco de Muras. Im Jahr 1763 zeichnete ihn die Kunstakademie Parma mit einem Preis aus. Dort hatte er vermutlich bei Giuseppe Baldrighi studiert.

### Wanderungen
In Venedig 1764 nachweisbar, wirkte er danach in Paris. Dort malte er 1768 Christian VII., den König von Dänemark und Norwegen, weitere Aufträge des dänischen Hofes folgten. Während des mehrjährigen Aufenthalts starb sein Vater. Cunningham beerbte ihn, nahm seinen Geburtsnamen Cunningham wieder an, stellte das Malen zeitweilig ein und ging 1770 nach London. Er führte ein ausschweifendes Leben, verbrauchte schnell sein Erbe und verschuldete sich. Seine Gemälde signierte er mit „Calze“. Im Jahr 1781 floh er vor seinen Gläubigern nach Sankt Petersburg. Dorthin war Cunningham vermutlich bereits 1779 mit der Herzogin von Kingston gereist und hatte Richard Brompton, den Hofmaler der Kaiserin Katharina II. kennengelernt. Auf dessen Vermittlung trat er nun in den Dienst der Kaiserin. Es entstanden ein Porträt Katharinas und ein Gruppenbild ihrer Familie. Nach Bromptons Tod verließ Cunningham 1783 Russland.

### Berlin
Eine britische Gesellschaft hatte die Idee gehabt, Cunningham den Herzog von York bei seinem Deutschlandaufenthalt begleiten zu lassen, um ihm die Gelegenheit zu geben, zahlreiche europäische Berühmtheiten zu porträtieren. Auf Gruppenbildern zusammengefasst, sollte sie William Woollett (1735–1785) in Kupfer stechen. Auch als der Herzog 1783 Friedrich den Großen in Potsdam besuchte, war Cunningham vermutlich dabei. Schon vor der Thronbesteigung Friedrich Wilhelms II. im Jahr 1786 hatte sich auch in Preußen der Durchbruch der englischen Mode in Haus und Garten vollzogen. Cunningham war in Berlin willkommen, ließ sich 1784 dort nieder und erwarb sich als Porträt- und Historienmaler eine gesicherte Position, ohne dass in seiner Kunst „viel typisch Englisches“ zu entdecken ist.
Cunningham trat besonders durch Gruppenbilder hervor, die immer Friedrich den Großen zum Mittelpunkt hatten. Das 1,75 × 2,65 Meter große Bild Die Rückkehr Friedrichs II. mit Gefolge von einer Revue gilt als erstes seiner Hauptwerke. Cunningham hatte es 1784 begonnen, 1787 wurde es fertig, kurz darauf folgte eine zweite Fassung von 1,68 × 2,44 Meter. Im Jahr 1787 entstand als zweites Hauptwerk das Gruppenbild Empfang des Herzogs von York in Sanssouci, ein Ereignis, das allerdings zweimal, 1783 und 1785, stattgefunden hatte. Auf Wirklichkeitstreue kam es Cunningham nicht an. Er vereinte in diesen Gemälden seine Porträts prominenter Zeitgenossen, die er selbst gemalt hatte, mit ihm zugänglichen von anderer Hand und brachte immer dieselben etwa dreißig Teilnehmer ohne Rücksicht auf ihre tatsächliche Anwesenheit unter. Zu den Abgebildeten zählten neben dem Herzog die britischen Generäle Cornwallis und Robert Boyd (1710−1796) sowie die Franzosen Marquis de La Fayette und François-Claude-Amour de Bouillé. Cunningham arbeitete dabei schnell und nervös, anscheinend ohne Plan. Dies verraten zahlreiche Entwürfe mit Übermalungen und Überklebungen. Die Abgebildeten sind ohne kompositorischen Zusammenhang aneinandergereiht und blicken meist ziellos geradeaus. Im Revue-Bild reitet General Friedrich Wilhelm von Rohdich auf einem Pferd, dem außer dem Kopf alles fehlt. Cunninghams Künstlerkollegen erkannten und kritisierten die Schwächen, auch seine Arroganz, doch das Publikum wie auch die Könige Friedrich Wilhelm II. und sein Nachfolger Friedrich Wilhelm III. sahen darüber hinweg. Cunningham erwarb 1787 das Haus Pariser Platz Nr. 1. Wegen der Beeinträchtigung seines Besitzes durch den Neubau des benachbarten Brandenburger Tores machte er 1788 geltend: „daß ihm gerade an diesem Fenster [Anm.: im zweiten Stock an der Torseite] am mehrsten gelegen sey, indem er solches zu seinen Arbeiten sehr nöthig gebrauche“. Er erhielt darauf die Genehmigung für die Benutzung der Etage über der Wache des Brandenburger Tores. Aber 1791 musste er das Haus aus finanziellen Gründen verkaufen.
Cunninghams Gruppenbilder waren in Berlin eine künstlerisch Neuheit, fanden große Anerkennung und erfuhren in Form von Kupferstichen weite Verbreitung. Nach dem Revue-Gemälde schuf in vierjähriger Arbeit der eigens dafür 1788 an Stelle des verstorbenen Woollett nach Berlin gereiste Johann Friderich Clemens als sein Hauptwerk einen ungewöhnlich großen Kupferstich von knapp einem x zwei Drittel Meter. Clemens hatte zu beachten, dass Cunningham die Vorlage durch Hinzufügungen änderte. Der junge Heinrich Dähling ergänzte als einer der Helfer einige Personen.
Neben der Arbeit an den Motiven beschäftigten Cunningham Einzelporträts der Könige, von Angehörigen der königlichen Familie und des preußischen Hofes und der Generalität in Öl- und Pastellmalereien. Auch hierbei benutzte er Vorlagen, wie bei dem Historiengemälde Friedrich bei Hochkirch, das den Tod des Feldmarschalls James Keith in der Schlacht bei Hochkirch zeigte.
Die Porträts und das Historienbild wurden von Zeitgenossen gestochen, oft im eigenen Auftrag. Die Preußische Akademie der Künste zeichnete Cunningham zweimal mit einem Ersten Preis aus und nahm ihn als Ehrenmitglied auf. König Friedrich Wilhelm II. ließ ihm eine Pension zahlen. Nach Cunninghams Tod setzte die Witwe den Vertrieb seiner Werke in Verbindung mit Louis-François Mettra (1738–1804) fort, dem Eigentümer der Königlichen Hofbuch- und Kunsthandlung. Nach dem Tod Mettras gewährte König Friedrich Wilhelm III. ihr eine Rente.

## Namensvettern
Neben Cunningham trugen drei Maler unter seinen Zeitgenossen den Namen Francesco Calza: Francesco Calza, * 1735 in Bologna; Francesco Calza, * in Parma, begann 1786 dort zu studieren; und Francesco Calza, angeblich aus Piacenza, war in London tätig, als Cunningham in Berlin lebte. Ihre Lebensdaten decken sich zum Teil mit denen Cunninghams, was Spuren in einzelnen Zuschreibungen zur Folge hatte.